# Mark McMorris
Mark McMorris (n. 9 decembrie 1993, Regina, Saskatchewan, Canada) este un sportiv ce a reprezentat Canada, medaliat olimpic. A participat la o ediție a Jocurilor Olimpice (2014) în care a câștigat o medalie de bronz.

## Participări
Lista de mai jos prezintă principalele competiții la care a participat Mark McMorris de-a lungul carierei.
- snowboarding at the 2014 Winter Olympics – men's slopestyle[*]